# Nicola Traini
Nicola Traini (Offida, 2 febbraio 1948) è un allenatore di calcio ed ex calciatore italiano, di ruolo centravanti o ala.
È tuttora detentore del record di realizzazioni in Serie A con la maglia della Ternana (4).

## Carriera

### Giocatore

Traini al Perugia nella stagione 1970-1971

Dopo gli inizi di carriera nella Sambenedettese, in Serie C, disputa un'ottima stagione 1970-1971 in Serie B con la maglia del Perugia, quando schierato prevalentemente all'ala destra realizza 9 reti. Dopo un altro campionato cadetto con i grifoni, nell'estate del 1972 passa ai rivali della Ternana che si accingono a disputare il primo campionato di Serie A della loro storia. Esordisce in massima serie il 26 novembre 1972, in Ternana-Verona (2-1); non trova mai la rete nei successivi 19 incontri disputati in campionato, non riuscendo a evitare la retrocessione dei rossoverdi che chiudono ultimi in classifica.
Passa quindi al Como, in B, dove con 8 realizzazioni contribuisce al quarto posto finale dei lariani, a 4 punti dalla promozione. Torna poi alla Ternana, riapprodata nel frattempo in massima serie. La stagione 1974-1975, rispetto a due anni prima, vede gli umbri nuovamente retrocessi (questa volta al penultimo posto, davanti al Varese), ma Traini riesce a realizzare 4 reti su 21 incontri disputati, fra cui una contro la Lazio campione d'Italia in carica, e un'altra nel prestigioso successo sul Torino, risultando il migliore cannoniere stagionale dei rossoverdi nonché il loro migliore di sempre in massima serie.
Dopo un altro anno a Terni, con 22 presenze e 6 reti, si trasferisce ad Avellino dove però delude, causa una sola rete in 30 incontri. Rientra poi a San Benedetto del Tronto, sempre fra i cadetti, per disputare nella stagione 1977-1978 il suo ultimo campionato ad alto livello, con 22 presenze e una rete. In carriera ha totalizzato complessivamente 40 presenze e 6 reti in Serie A, e 176 presenze e 29 reti in Serie B.

### Allenatore
Una volta appesi gli scarpini al chiodo, si stabilisce definitivamente a Terni intraprendendo l'attività di allenatore, principalmente in realtà giovanili della Conca ternana. Fra gli altri, ha lavorato per tredici anni nel vivaio rossoverde e, in seguito, della Voluntas Spoleto; club, questo ultimo, in cui dal febbraio al settembre del 2008 è stato anche tecnico della prima squadra, ottenendo al termine della stagione 2007-2008 la vittoria del campionato umbro di Promozione e il salto in Eccellenza. Dall'estate del 2012 è responsabile del settore giovanile dell'Olympia Thyrus, società dell'hinterland ternano.

## Palmarès

### Allenatore
- Promozione: 1

Voluntas Spoleto: 2007-2008 (girone B Umbria)